# Revue d'épidémiologie et de santé publique
La Revue d’épidémiologie et de santé publique (RESP)  est une revue internationale qui couvre tous les aspects de l’épidémiologie et de la santé publique. Elle comprend de nouvelles recherches, des opinions et le nouveau matériel concernant l’étude et l’amélioration de la qualité de vie des communautés dans le monde. 
La revue est indexée par BIOSIS (Biological Abstracts), Current Contents (Clinical Medicine), Embase (Excerpta Medica), Medline (Index Medicus), Pascal (INIST-CNRS), Research Alert, SCI Search, TOXIBASE et Scopus.